# 白沢保美

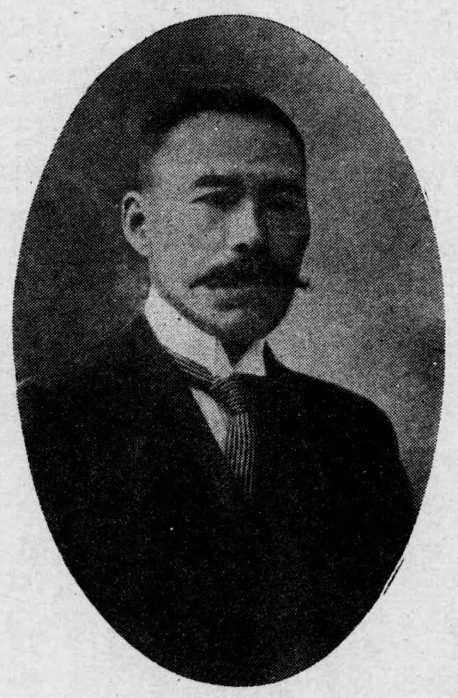
白沢保美

白沢 保美（白澤 保美、しらさわ やすみ、しらさわ ほみ、しらさわ やすよし、1868年10月3日（慶応4年8月18日） - 1947年（昭和22年）12月20日）は、日本の樹木学者。東京市の初期、都市緑化事業の指導にあたる。
農商務省山林局林業試験場（現・森林研究・整備機構）長、日本林学会会長、日本農学会会長、貴族院議員。

## 人物
1868年（慶応4年）、信濃国安曇郡明盛村（現・長野県安曇野市）の医師・白澤市郎次の家に生まれる。東京へ出て、立教学校（現・立教大学）で修学。1894年（明治27年）、帝国大学農科大学林学科を卒業。大学院で研究のかたわら、農商務省山林局に技師として勤務。
1900年（明治33年）より欧州に2年間留学。1903年（明治36年）、林学博士。1908年（明治41年）、山林局林業試験所長への就任を経て、1913年（大正2年）林業試験場長に就任。1932年（昭和7年）に退職するまで、20数年の長期にわたってその職についた。この間、日本林学会会長、同名誉会長、日本農学会会長を務めた。妻は稲垣乙丙の養妹のさた。
都市緑化について強い関心を持ち、1904年（明治37年）に優秀樹木としてプラタナスやユリノキの種子を大量に公園樹木として供給した。また1907年（明治40年）、東京市の委嘱により福羽逸人と協力し、街路樹は種苗より整然と育成すべきことを説いた東京市行道樹改良案を提出、東京の街路樹事業の大綱が樹立させた。東京市はこれによりプラタナスやイチョウ等の栽培を始めたほか、1910年（明治43年）から新規格による街路樹の植栽に着手し、以来年々これが育成に努力した結果戦前に10万余本の街路樹の整備を見た。こうして、多数の優良海外樹種が公園や道路、学校等の公共地に配布栽培が出来ている。
また、東京市公園改良委員として既成公園の改良を力説。また林学関係学生の指導や、関係学会および協会等の活動にも多数関わった。
1946年（昭和21年）3月22日、貴族院勅選議員に任じられ、同成会に所属し1947年5月2日の貴族院廃止まで在任した。

## 旧温明小学校跡のヒマラヤスギ・ユリノキ

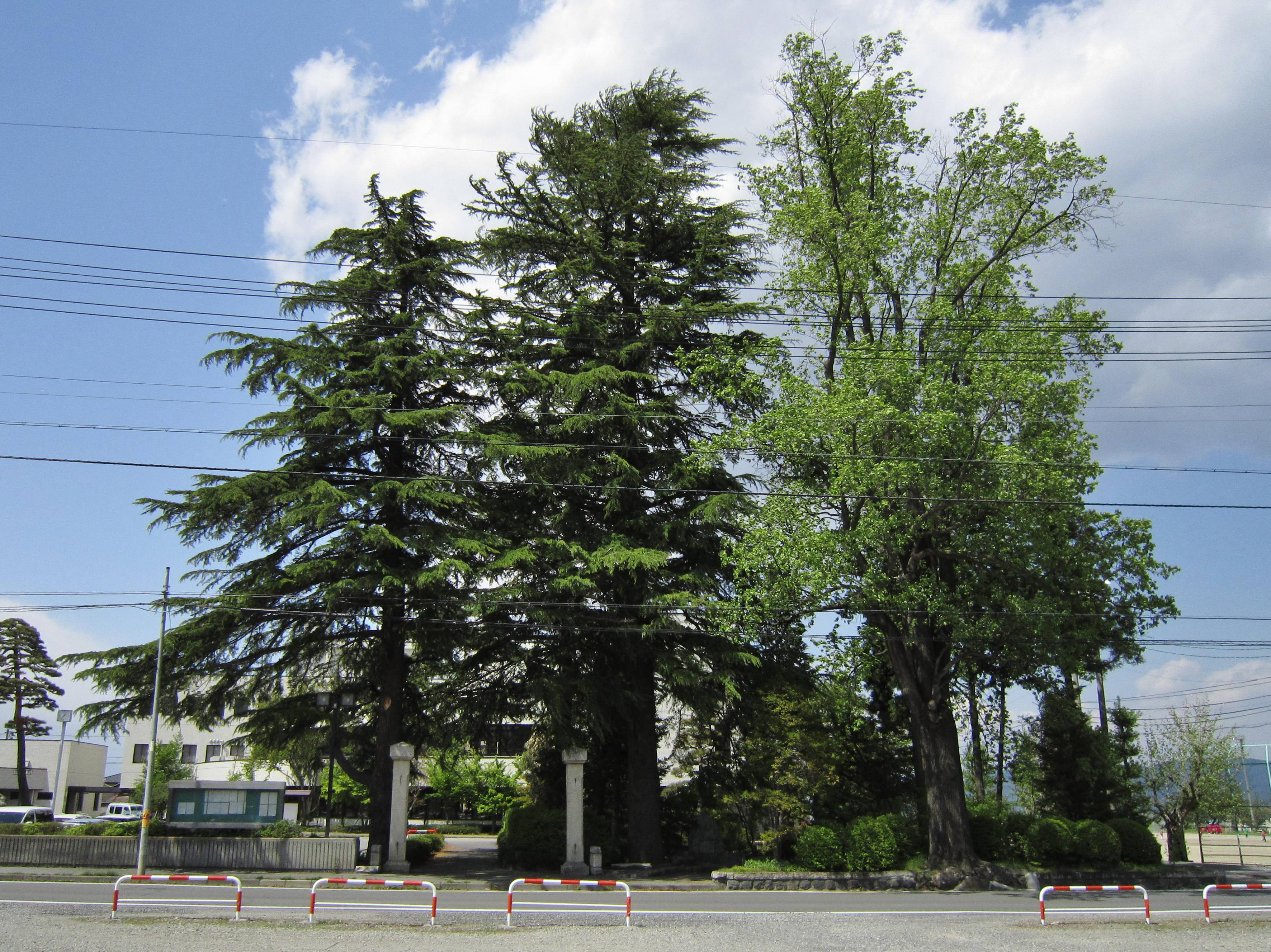
旧温明小学校跡のヒマラヤスギ・ユリノキ

長野県安曇野市役所三郷支所（旧・南安曇郡三郷村役場）、旧温明小学校跡には白沢によって植えられたヒマラヤスギとユリノキがある。白沢はドイツ留学の帰りにインドからヒマラヤスギを、アメリカからユリノキをそれぞれ持ち帰った。当地には明治40年代に植えられて以来、道路工事や水道管工事に耐えながらも成長し、現在は共に目通り直径3メートルを超える大木となっている。なお、白沢が持ち帰ったユリノキは5本あり、うち1本が1909年（明治42年）に温明小学校の創立を記念して当地（当時は温明小学校の校門）に植えられた。ただ、当地以外には東京国立博物館（東京都台東区上野公園）に1本を残すのみで、残りは戦争や天災で失われてしまったという。

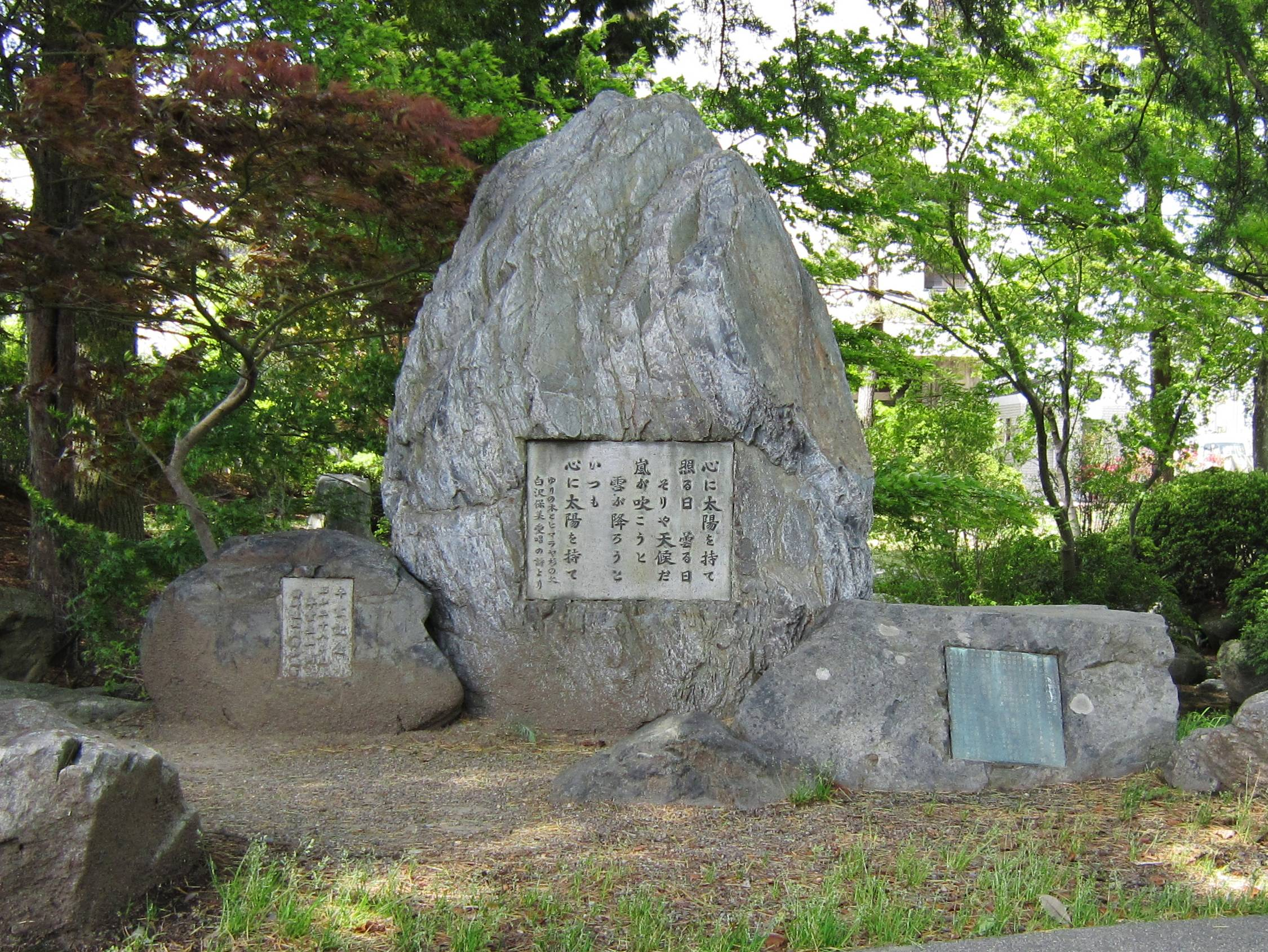
記念碑